# Johnny Thomson
John A. „Johnny“ Thomson (* 9. April 1922 in Lowell, Massachusetts; † 24. September 1960 in Allentown, Pennsylvania) war ein US-amerikanischer Autorennfahrer.

## Karriere
Johnny Thomson, dessen Spitzname „fliegender Schotte“ war, gewann 1948 die Midget-UCOA-New-England-Meisterschaft mit 32 Saisonsiegen. Diesen Titelgewinn konnte er 1950 wiederholen. 1952 siegte er in der Gesamtwertung der AAA-Eastern-Midget-Meisterschaft.
Thomson bestritt zwischen 1953 und 1960 69 AAA-National-Series-Rennen, von denen er sieben gewinnen konnte. 43-mal beendete er ein Rennen unter den ersten zehn. 1955, 1958 und 1959 wurde er jeweils Dritter der Meisterschaft.
Bei den 500 Meilen von Indianapolis stand er siebenmal am Start, dazu übernahm er einmal den Wagen eines anderen Fahrers. Sein bestes Resultat war der dritte Rang 1959 in einem Lesovsky-Offenhauser, nachdem er die Pole-Position innegehabt hatte, 1955 wurde er Vierter auf einem Kuzma-Offenhauser. Da die 500 Meilen von Indianapolis von 1950 bis 1960 zur Weltmeisterschaft der Formel 1 zählten, nahm Thomson auch an acht Weltmeisterschaftsläufen teil. Insgesamt erzielte Thomson zehn Punkte für die Fahrerweltmeisterschaft.
Mit seinem Sieg beim Langhorne 100 1957 war Thomson der erste Fahrer, der ein 100-Meilen-Rennen unter einer Stunde beenden konnte. Seine Karriere krönte er 1958 mit dem Gesamtsieg in der USAC-Sprint-Car-Serie.
Am 24. September 1960 verunglückte Johnny Thomson tödlich in der ersten Runde eines Sprint-Car-Rennens in Allentown.

## Statistik

### Indy-500-Ergebnisse
| Jahr | Startnr. | Start | Qual (km/h) | Ergebnis | Runden | Führung | Ausfall                       |
| ---- | -------- | ----- | ----------- | -------- | ------ | ------- | ----------------------------- |
| 1953 | 56       | 33    | 217,660     | 32       | 6      | 0       | Zündung                       |
| 1953 | 62       |       |             | 193      | 45     | 0       | fuhr Webbs Wagen; Rd. 113–157 |
| 1954 | 43       | 4     | 223,325     | 243      | 113    | 0       | Übergabe an Linden            |
| 1955 | 44       | 33    | 215,810     | 4        | 200    | 0       |                               |
| 1956 | 88       | 18    | 234,203     | 32       | 22     | 0       | Dreher                        |
| 1957 | 10       | 11    | 230,952     | 12       | 199    | 5       |                               |
| 1958 | 7        | 22    | 229,955     | 23       | 52     | 0       | Lenkung                       |
| 1959 | 3        | 1     | 234,782     | 3        | 200    | 40      |                               |
| 1960 | 3        | 17    | 235,651     | 5        | 200    | 10      |                               |

| Legende  | Legende            | Legende                                                          |
| Farbe    | Abkürzung          | Bedeutung                                                        |
| -------- | ------------------ | ---------------------------------------------------------------- |
| Gold     | –                  | Sieg                                                             |
| Silber   | –                  | 2. Platz                                                         |
| Bronze   | –                  | 3. Platz                                                         |
| Grün     | –                  | Platzierung in den Punkten                                       |
| Blau     | –                  | Klassifiziert außerhalb der Punkteränge                          |
| Violett  | DNF                | Rennen nicht beendet (did not finish)                            |
| Violett  | NC                 | nicht klassifiziert (not classified)                             |
| Rot      | DNQ                | nicht qualifiziert (did not qualify)                             |
| Rot      | DNPQ               | in Vorqualifikation gescheitert (did not pre-qualify)            |
| Schwarz  | DSQ                | disqualifiziert (disqualified)                                   |
| Weiß     | DNS                | nicht am Start (did not start)                                   |
| Weiß     | WD                 | zurückgezogen (withdrawn)                                        |
| Hellblau | PO                 | nur am Training teilgenommen (practiced only)                    |
| Hellblau | TD                 | Freitags-Testfahrer (test driver)                                |
| ohne     | DNP                | nicht am Training teilgenommen (did not practice)                |
| ohne     | INJ                | verletzt oder krank (injured)                                    |
| ohne     | EX                 | ausgeschlossen (excluded)                                        |
| ohne     | DNA                | nicht erschienen (did not arrive)                                |
| ohne     | C                  | Rennen abgesagt (cancelled)                                      |
| ohne     | keine WM-Teilnahme |                                                                  |
| sonstige | P/fett             | Pole-Position                                                    |
| sonstige | 1/2/3/4/5/6/7/8    | Punktplatzierung im Sprint-/Qualifikationsrennen                 |
| sonstige | SR/kursiv          | Schnellste Rennrunde                                             |
| sonstige | *                  | nicht im Ziel, aufgrund der zurückgelegten Distanz aber gewertet |
| sonstige | ()                 | Streichresultate                                                 |
| sonstige | unterstrichen      | Führender in der Gesamtwertung                                   |